# オーベクス
オーベクス株式会社（AuBEX CORPORATION）は、日本の中堅繊維製品メーカー。
帽子メーカー「東京帽子」として1892年に創業し、戦後事業の多角化を図り、フェルト素材のペン先製造を主力とする。1985年にオーベクスと社名変更。製帽事業は、1993年設立のアパレルメーカー・オーロラに2007年に事業譲渡した。
本社機能は東京都墨田区両国（本店事業部）にあり、本店と共にテクノ事業部及びメディカル事業部を併設している。

## 概要
- 本店（本社機能）／テクノ・メディカル両事業部：東京都墨田区両国4丁目31-11
- 地方拠点：千葉県白井市・印西市
- 事業内容：フェルトペン先の製造 ※国内外の筆記用具メーカー及び化粧品OEM品メーカー向け
- 創業：明治25年12月12日
- 子会社：オーベクステクノロジー／オーベクスメディカル／天津奥貝斯技研有限公司（中国・天津市）